# بنگا، کوتاباتو جنوبی
بنگا، کوتاباتو جنوبی (به لاتین: Banga, South Cotabato) یک منطقهٔ مسکونی در فیلیپین است که در کوتاباتو جنوبی واقع شده‌است.

## خصوصیات
بنگا ۲۴۰٫۳۵ کیلومترمربع مساحت دارد.